# Григорков, Владимир Александрович
Владимир Александрович Григорков (10 августа 1886 — 12 ноября 1966, Париж) — русский морской офицер. Участник Первой Мировой войны, Гражданской войны в России. Капитан 1-го ранга (26.10.1920). Эмигрант.

## Биография
Родился 10 августа 1886 года. Окончил 1-й кадетский корпус в 1903 году. В 1906 году закончил Морской кадетский корпус. Мичман (1907). В 1908—1909 годах на канонерской лодке «Черноморец». Лейтенант (18.04.1910). Служил в Черноморском флотском экипаже. Участник Первой Мировой войны. За отличия получил чин старшего лейтенанта (1915). Капитан 2-го ранга Черноморского флота. До августа 1919 года во французском флоте. Был награждён французским орденом Почетного Легиона[когда?]

. В ходе Гражданской войны служил в Белом флоте на Чёрном море. С августа 1919 года командир миноносца «Беспокойный», с марта 1920 года командир эсминца «Пылкий», с июля 1920 командир крейсера «Алмаз».
В сентябре 1920 года совместно с другими судами (подводная лодка «Утка», транспорты «Дон», «Сарыч», «Крым», «Ялта», пароход «Аскольд», буксир «Доброволец» и болиндер).под общим командованием Григоркова в сложных погодных условиях и при некотором вооружённом противодействии грузинских властей была осуществлена эвакуация из Грузии интернированного там отряда казаков генерала М. А. Фостикова, которому грозила выдача красным. Капитан 1-го ранга (26.10.1920). 12 ноября 1920 года после получения приказа об эвакуации В. А. Григорков высадил на берег людей, желавших остаться в Крыму, а также принял на борт членов семей экипажа. 14 ноября 1920 в ходе Крымской эвакуации ушел с Русской эскадрой в Стамбул. 10 декабря 1920 года вышел в Бизерту. На 25 марта 1921 года в составе русской эскадры в Бизерте. В августе 1922 — октябре 1923 года командир линейного корабля «Генерал Алексеев».
В эмиграции 1933—1948 годах в Тунисе, работал топографом. Далее жил во Франции, в старости в доме для престарелых в пригороде Парижа. Умер 12 ноября 1966 года в Париже.
Похоронен на кладбище Сент-Женевьев де Буа, могила № 4285.

## Награды[5]
- Золотой знак об окончании полного курса наук Морского кадетского корпуса (1910),
- Орден Св. Станислава 3-й степени (1911),
- Медаль «В память 300-летия царствования дома Романовых» (1913),
- Орден Св. Анны 3-й степени (06.12.1913).

### Иностранные
- Орден Меджидие (1912), Турция
- Орден Почётного легиона офицерского креста (1914), Франция